# (G)I-DLE
i-dle (koreanisch 아이들) ist eine südkoreanische Girlgroup der vierten K-Pop-Generation, die 2018 von Cube Entertainment gegründet wurde. Die Gruppe debütierte offiziell am 2. Mai 2018 mit der Single Latata und dem Mini-Album I Am.
Der offizielle Fanclub-Name von i-dle lautet Neverland.

## Geschichte

### Entstehung
Am 11. Januar 2018 gab Cube Entertainment bekannt, dass an der Zusammenstellung einer neuen Girlgroup gearbeitet wird. Soyeon wurde als erstes Mitglied der Gruppe genannt. Eine endgültige Mitgliederzahl und ein Datum des Debüts waren zu diesem Zeitpunkt noch nicht festgelegt. Soyeon war der Öffentlichkeit bereits bekannt durch ihre Teilnahme an der Castingshow „Produce 101“, bei der sie Platz 20 erreichen konnte. Außerdem hatte sie 2016 an der dritten Staffel der TV-Show „Unpretty Rapstar“ teilgenommen und dort Platz 3 belegt. Im November 2017 debütierte sie als Solokünstlerin mit der Single Jelly.
Am 28. Februar erschien Soyeons zweite Single Idle Song. Im Musikvideo zu Idle Song waren versteckte Hinweise auf die entstehende Gruppe zu finden. So wurde zum Beispiel ein Globus gezeigt, in dem sechs rote Fähnchen steckten. Ein Hinweis auf die Anzahl und Herkunft der Mitglieder.
Am 22. März gab Cube Entertainment bekannt, dass die neue Gruppe noch in der ersten Jahreshälfte debütieren würde. Am 5. April wurden das Logo und der Name der Gruppe veröffentlicht. Einige Tage später wurden die Mitglieder und deren Profilfotos vorgestellt: am 8. April Yuqi und Miyeon, am 10. April Shuhua und Soojin und am 12. April Minnie und Soyeon.
Am 17. April wurde bekannt gegeben, dass die Gruppe am 2. Mai debütieren sollte.
In der Folgezeit wurden auf Youtube verschiedene Teaser-Videos der neuen Gruppe gezeigt.

### 2018–heute: Debüt mitLatata
Am 2. Mai 2018 debütierte (G)I-DLE offiziell mit der Single Latata und dem Mini-Album I Am. Soyeon war an der Komposition von Latata sowie an den Texten von vier weiteren Titeln auf dem Mini-Album beteiligt.
Am 14. August erschien die digitale Single Hann (한 (一))
Am 3. November veröffentlichten Soyeon und Miyeon zusammen mit Jaira Burns und Madison Beer als K/DA das Lied POP/STARS. K/DA traten bei der Eröffnungsveranstaltung der League of Legends World Finals 2018 auf und stellten dort das Lied vor. POP/STARS konnte sich auf Platz 1 der Billboard World Digital Song Sales Charts platzieren.
Am 26. Februar 2019 erschien (G)I-DLEs zweite EP I Made zusammen mit der Single Senorita.
Am 11. April 2019 erschien im Auftrag von Genie Music die Single Help Me für das südkoreanische Drama Her Private Life.
Cube Entertainment gab am 14. August 2021 bekannt, dass Soojin ab sofort nicht mehr zur Gruppe gehöre. Soojin hatte schon seit März keine Termine mehr mit (G)I-DLE wahrgenommen, nachdem ihr von einer ehemaligen Klassenkameradin Mobbing während der Schulzeit vorgeworfen wurde.
Am 14. März 2022 erschien das erste Studioalbum „I never die“ mit dem Titeltrack „Tomboy“.

## Mitglieder
| Bild (2018)          | Name        | Geburtsname                             | Geburtstag (Alter)      | Geburtsort | Position                        |
| -------------------- | ----------- | --------------------------------------- | ----------------------- | ---------- | ------------------------------- |
|                      | Soyeon 소연 | Jeon So-yeon 전소연                     | 26. August 1998 (26)    | Seoul      | Team leader Sub Vocal, Main Rap |
|                      | Miyeon 미연 | Cho Mi-yeon 조미연                      | 31. Januar 1997 (28)    | Incheon    | Main Vocal                      |
|                      | Minnie 민니 | Minnie Nicha Yontararak มินนี่ ณิชา ยนตรรักษ์ | 23. Oktober 1997 (27)   | Bangkok    | Main Vocal                      |
|                      | Yuqi 우기   | Song Yuqi 宋雨琦                        | 23. September 1999 (25) | Peking     | Sub Vocal, Main Dance, Sub Rap  |
|                      | Shuhua 슈화 | Yeh Shuhua 葉舒華                       | 6. Januar 2000 (25)     | Taipeh     | Sub Vocal                       |
| Ehemalige Mitglieder |             |                                         |                         |            |                                 |
|                      | Soojin 수진 | Seo Soo-jin 서수진                      | 9. März 1998 (27)       | Hwaseong   | Sub Vocal, Main Dance, Sub Rap  |

## Diskografie
Studioalben

| Jahr | Titel Musiklabel                                | Höchstplatzierung, Gesamtwochen, AuszeichnungChartplatzierungen (Jahr, Titel, Musiklabel, Platzierungen, Wochen, Auszeichnungen, Anmerkungen) | Höchstplatzierung, Gesamtwochen, AuszeichnungChartplatzierungen (Jahr, Titel, Musiklabel, Platzierungen, Wochen, Auszeichnungen, Anmerkungen) | Höchstplatzierung, Gesamtwochen, AuszeichnungChartplatzierungen (Jahr, Titel, Musiklabel, Platzierungen, Wochen, Auszeichnungen, Anmerkungen) | Höchstplatzierung, Gesamtwochen, AuszeichnungChartplatzierungen (Jahr, Titel, Musiklabel, Platzierungen, Wochen, Auszeichnungen, Anmerkungen) | Höchstplatzierung, Gesamtwochen, AuszeichnungChartplatzierungen (Jahr, Titel, Musiklabel, Platzierungen, Wochen, Auszeichnungen, Anmerkungen) | Anmerkungen |
| Jahr | Titel Musiklabel                                | DE | AT | US | KR | JP | Anmerkungen |
| ---- | ----------------------------------------------- | --- | --- | --- | --- | --- | --- |
| 2022 | I Never Die EN, KR Cube Entertainment (Kakao M) | DE83 (1 Wo.)DE | — | — | KR2 Platin · (51 Wo.)KR | — | Erstveröffentlichung: 14. März 2022 Verkäufe: + 250.000 Lua-Fehler in Modul:Musikcharts/certifications, Zeile 118: attempt to index field '?' (a nil value) |

## Filmografie
- 2018: (G)I-dle: I-TALK
- 2019: (G)I-dle: To Neverland
- 2020: Never-ending Neverland
- 2023: Up to (G)I-DLE 2023 Comeback Seminar[18]

## Auszeichnungen

### Preisverleihungen
2018 
- Brand of the Year Awards – Female Rookie Idol of the Year[19]
- MBC Plus X Genie Music Awards – Best New Female Artist[20]
- The Fact Music Awards – Next Leader Award[21]
- Asia Artist Awards – Rookie Award[22]
- Melon Music Awards – Best New Artist Award (Female)[23]
- Mnet Asian Music Awards – Best of Next Award[24]
- Korea Popular Music Awards – Rookie of the Year[25]

2019
- V Live Awards – Rookie Top 5[26]
- The Fact Music Awards – Dance Performer of the Year[27]
- Golden Disc Awards – Best New Artist[28]
- Gaon Chart Music Awards – New Artist of the Year (Digital)[29]
- Asia Model Awards – New Star Award[30]
- Soribada Best K-Music Awards – Soribada New Wave Award[31]
- Asia Artist Awards – Groove Award[32]

2020
- Golden Disc Awards – Best Performance[33]
- Gaon Chart Music Awards – World Rookie of the Year[34]
- Japan Gold Disc Awards – Best 3 new artist (Asia Division)[35]
- Soribada Best K-Music Awards – Performance Award[36]
- BreakTudo Awards – International Music Video für Oh My God[37]
- Asia Artist Awards – AAA Best Emotive[38]
- The Fact Music Awards – Global Hottest[39]

2021
- Korea First Brand Awards – Female Idol (Hot Trend)[40]
- Golden Disc Awards – Best Performance Award[41]
- Seoul Music Awards – Best Performance Award[42]

### Musikshows
(G)I-DLEs Siege bei TV-Shows.
| Jahr | Datum      | Titel       |
| ---- | ---------- | ----------- |
| 2020 | 19. April  | Oh My God   |
| 2020 | 16. August | Dumdi Dumdi |
| 2020 | 23. August | Dumdi Dumdi |
| 2021 | 24. Januar | Hwaa        |
| 2021 | 31. Januar | Hwaa        |
| 2022 | 27. März   | Tomboy      |

| Jahr | Datum        | Titel       |
| ---- | ------------ | ----------- |
| 2018 | 24. Mai      | Latata      |
| 2018 | 6. September | Hann        |
| 2020 | 16. April    | Oh My God   |
| 2020 | 13. August   | Dumdi Dumdi |
| 2020 | 20. August   | Dumdi Dumdi |
| 2021 | 21. Januar   | Hwaa        |
| 2021 | 28. Januar   | Hwaa        |
| 2021 | 4. Februar   | Hwaa        |
| 2022 | 24. März     | Tomboy      |
| 2022 | 31. März     | Tomboy      |

| Jahr | Datum      | Titel     |
| ---- | ---------- | --------- |
| 2020 | 17. April  | Oh My God |
| 2021 | 22. Januar | Hwaa      |

| Jahr | Datum      | Titel       |
| ---- | ---------- | ----------- |
| 2018 | 29. August | Hann        |
| 2019 | 6. März    | Senorita    |
| 2020 | 12. August | Dumdi Dumdi |
| 2020 | 19. August | Dumdi Dumdi |
| 2021 | 20. Januar | Hwaa        |
| 2022 | 23. März   | Tomboy      |

| Jahr | Datum      | Titel     |
| ---- | ---------- | --------- |
| 2020 | 18. April  | Oh My God |
| 2021 | 23. Januar | Hwaa      |
| 2021 | 30. Januar | Hwaa      |
| 2022 | 26. März   | Tomboy    |

| Jahr | Datum        | Titel  |
| ---- | ------------ | ------ |
| 2018 | 22. Mai      | Latata |
| 2018 | 29. Mai      | Latata |
| 2018 | 4. September | Hann   |
| 2019 | 2. Juli      | Uh-Oh  |
| 2021 | 26. Januar   | Hwaa   |
| 2022 | 22. März     | Tomboy |